# Паркхёрст (тюрьма)
Тюрьма «Паркхёрст» (англ. Her Majesty's Prison Parkhurst) — тюрьма на острове Уайт вместимостью 536 заключенных. Вместе с тюрьмами «Албани» и «Камп Хилл» составляет комплекс «HMP The Isle of Wight» общей вместимостью 1700 заключённых.

## География
Расположена в деревне Паркхёрст, в северо-западной части Ньюпорта, остров Уайт. Вблизи тюрьмы — реликтовый лесной массив Паркхёрст Форест.

## История
Тюрьма основана в начале XIX века на месте военного госпиталя. 1 апреля 2009 года была объединена с соседними тюрьмами «Албани» и «Камп Хилл».

## Известные заключённые
- Игнац Требич-Линкольн — международный авантюрист. Находился в тюрьме с 1916 по 1919 год.
- Питер Сатклифф — серийный убийца по прозвищу «Йоркширский потрошитель». Находился в тюрьме с 1981 по 1984 год.
- Грэм Фредерик Янг — серийный убийца по прозвищу «Отравитель из Бродмора». Умер в тюрьме в 1990 году[3].
- Иэн Брэйди  - вместе с напарницей совершил серию убийств, которая позже получила название "Убийства на болотах" . Был сокамерником Грэхэма Фредерика Янга .
- Радован Караджич — содержится с мая 2021 года[4].